# Grimoaldo de la Purificación de Santa María

Grimoaldo de la Purificación de Santa María nombre secular Fernando Santamaría (Pontecorvo , 4 de mayo de 1883 - Ceccano, 18 de noviembre de 1902) fue un joven religioso italiano de la Congregación de la Pasión de Jesucristo.
Fue declarado Beato en Roma el 29 de enero de 1995 por el Papa Juan Pablo II. Su monumento es el 18 de noviembre.

## Biografía
Era hijo de Pedro Pablo y Cecilia Ruscio, ambos Funai a Pontecorvo. Aquí Fernando sabía de los pasionistas retirados en el cercano santuario de la Virgen de las Gracias . Recibió los sacramentos de la Confirmación Don Vincenzo Romano párroco.
El padre quería comprometerse en el trabajo de la familia, pero no se opuso cuando el joven expresó el deseo de entrar entre los Pasionistas y convertirse en un sacerdote y misionero . Después de completar sus estudios primarios, bajo la dirección de don Antonio Roscia, ingresó a los dieciséis (15 de febrero de 1899) en el noviciado de los Pasionistas de Paliano. Terminado el año de libertad condicional, fue admitido en la profesión de los votos, con el nombre de Grimoaldo de la Purificación de Santa María. Se trasladó a la Badia Ceccano para continuar sus estudios para el sacerdocio.
El 31 de octubre de 1902, su buena salud se vio afectada por la meningitis fulminante que lo llevó a la tumba el 18 de noviembre de ese mismo año. En octubre de 1962, la persistencia de la fama de santidad, fue exhumado desde el cementerio de Ceccano y transloca en Badia en poder de los Pasionistas. The Cardinal died four days later.